# Сан Джорджо ин Велабро
„Сан Джорджо ин Велабро“ (на италиански: San Giorgio in Velabro) е титулярна християнска базилика в Рим, посветена на свети Георги Победоносец.
Базиликата се намира на място, което в античността било блато, наречено Велабро (на латински: velabrum). Там според легендите Фаустул намира Ромул и Рем. Посветена е на свети Георги, римски военачалник от Кападокия, обезглавен по времето на император Диоклециан през 303 г. В базиликата се съхраняват ценни реликви – главата и мечът на светеца.

## История
Съвременната базилика е построена през 682-683 г. по време на управлението на папа Лъв II. По време на понтификата на папа Григорий IV (827-844) базиликата е преустроена, като са добавени апсида и портик. През XII век е построен нов портик, а през първата половина на XIII век - типична романска камбанария (разрушена от мълния и възстановена през 1837 г.). Около 1300 г. по поръчка на кардинал Якопо Стефанески апсидата е украсена с фреска, която се приписва на Пиетро Кавалини или на Джото. През 1923 – 1925 г. е извършена мащабна реставрация, в хода на която са отстранени всички по-късни барокови наслоения, и подът е понижен до първоначалното му ниво. В резултат на това „Сан Джорджо ин Велабро“ придобива строгия облик на типична романска църква от XII—XIII век.

## Интериор
„Сан Джорджо ин Велабро“ е трикорабна базилика с една апсида, завършваща централния неф. По неизяснени причини базиликата не е изпълнена в класическа правоъгълна форма, а има по-скоро трапецовидна форма.
В конхата на апсидата на храма се намира единствената фреска в храма, датирана от около 1300 г., която се приписва на четката на Пиетро Кавалини или Джото.